# 338 (tal)
338 är det naturliga talet som följer 337 och som följs av 339.

## Inom vetenskapen
- 338 Budrosa, en asteroid.

## Inom matematiken
- 338 är ett jämnt tal
- 338 är ett sammansatt tal
- 338 är ett defekt tal